# بيلي بيفان
بيلي بيفان (بالإنجليزية: Billy Bevan)‏ هو مخرج وممثل أسترالي، ولد في 29 سبتمبر 1887 في أورانج في أستراليا، وتوفي في 26 نوفمبر 1957 في إسكونديدو في الولايات المتحدة.

## أعمال

### أفلام
- (1931) عبر الأطلسي
- (1933) الموكب
- (1935) قصة مدينتين
- (1936) السيد ديدز يذهب إلى المدينة
- (1936) رقم خاص
- (1940) بيت الرحلة الطويلة
- (1940) تن بان ألي
- (1940) ريبيكا
- (1941) الشك
- (1941) دكتور جيكل ومستر هايد
- (1946) الإرهاب ليلا

## وصلات خارجية
- بيلي بيفان على موقع IMDb (الإنجليزية)
- بيلي بيفان على موقع ألو سيني (الفرنسية)
- بيلي بيفان على موقع أول موفي (الإنجليزية)
- بيلي بيفان على موقع قاعدة بيانات الأفلام السويدية (السويدية)
- بيلي بيفان على موقع قاعدة بيانات الفيلم (الإنجليزية)
- بيلي بيفان على موقع كينوبويسك (الروسية)